# Bölzse
Bölzse (1899-ig Három-Bölzse, szlovákul: Belža) község Szlovákiában, a Kassai kerület Kassa-környéki járásában.

## Fekvése
Kassától 15 km-re, délre fekszik.

## Története
1232-ben „Belsa” néven említik először. 1319-ben „Belsey”, 1317-ben „Belsepatak” néven szerepel oklevelekben. A mai település három korábbi falu: „Kápolnabölzse”, „Sándorbölzse” és „Szigetbölzse” egyesüléséből keletkezett a 19. században, emiatt ekkortájt „Hárombölzse” néven találjuk.
A 18. század végén Vályi András így ír róla: „BÖLSE. Kápolna Bölse, Sándor Bölse, Sziget Bölse. Három egy más körűl lévő faluk Abaúj Vármegyében, földes Ura Báró Mesko Uraság, lakosai katolikusok, és egyesűltek, fekszenek a’ Kassai járásban, határjaik egy máshoz majd hasonlítók, tulajdonságaik középszerűek, fájok szűken, réttyeik jók, eladásra is meglehetős alkalmatosságok lévén, első Osztálybéliek.”
Fényes Elek 1851-ben kiadott geográfiai szótárában így ír a faluról: „Bölzse, (Kápolna-, Sándor-, és Szigeth-), 3 orosz-tót falu, Abauj vgyében, Enyiczkéhez délre 1 órányira: 139 r. kath., 318 g. kath., 5 ref., 10 zsidó lak. Szigeth-Bölzsén van egy g. kath. anyatemplom. F. u. Kápolna-Bölzsének, b. Meskó; Sándor-Bölzsének Márczy, Maygraber, Janthó; Sziget-Bölzsének Borbély, Fáy, Kormos, b. Meskó. Ut. p. Kassa.” Hárombölzse kataszterén belül volt található a XVIII.-XIX. században a Kányabölzse nevű csárda, mely Fényes Elek szerint falu is volt egy időben: „Bölzse (Kánya), tót falu, Abauj vgyében, 50 r. kath., 12 g. kath., 1 evang., 6 zsidó lakossal. F. u. báró Meskó.”
Borovszky Samu monográfiasorozatának Abaúj-Torna vármegyét tárgyaló része szerint: „Innen nyugatra fekszik Bölzse, (Három-Bölzse) 46 házzal és 279 magyar és tót ajku lakossal. Postája Abauj-Szina, távirója: Csány. Három apró községből egyesült: Sziget-, Kápolna- és Sándor-Bölzséből.”
A trianoni diktátumig Abaúj-Torna vármegye Kassai járásához tartozott. 1938 és 1944 között – az I. bécsi döntés következtében – ismét magyar fennhatóság alá került.

## Népessége
| Év:            | 1994. | 2004.  | 2014.    | 2024.   |
| -------------- | ----- | ------ | -------- | ------- |
| Emberek száma: | 375   | 357    | 411      | 442     |
| Eltérés:       |       | -4,8 % | +15,12 % | +7,54 % |

| Év:            | 2023. | 2024.   |
| -------------- | ----- | ------- |
| Emberek száma: | 446   | 442     |
| Eltérés:       |       | -0,89 % |

1910-ben 362, túlnyomórészt szlovák anyanyelvű lakosa volt.
2001-ben 358 lakosából 357 szlovák volt.
2011-ben 379 lakosából 353 szlovák volt.

## Nevezetességei
- A Boldogságos Szűz tiszteletére szentelt, görögkatolikus temploma 1818-ban épült.